# Paraplotes
Paraplotes là một chi bọ cánh cứng trong họ Chrysomelidae.
Chi này được miêu tả khoa học năm 1933 bởi Laboissiere.

## Các loài
Các loài trong chi này gồm:
- Paraplotes antennalis Chen, 1942
- Paraplotes clavicornis Gressitt & Kimoto, 1963
- Paraplotes frontalis Laboissiere, 1933
- Paraplotes indica Takizawa & Basu, 1987
- Paraplotes nepalensis Medvedev & Sprecher-Uebersax, 1998
- Paraplotes rugosa Laboissiere, 1933
- Paraplotes taiwana Chujo, 1963